# ATP Challenger Mailand
Das ATP Challenger Mailand (offizieller Name: Aspria Tennis Cup) ist ein seit 2006 jährlich stattfindendes Tennisturnier in Mailand. Es ist Teil der ATP Challenger Tour und wird im Freien auf Sand ausgetragen. Erfolgreichste Spieler des Turniers sind Albert Ramos Viñolas mit zwei Siegen im Einzel sowie der Schweizer Yves Allegro und der Italiener Daniele Bracciali mit je zwei Siegen in der Doppelkonkurrenz.

## Liste der Sieger

### Einzel
| Jahr | Sieger                   | Finalgegner            | Ergebnis        |
| ---- | ------------------------ | ---------------------- | --------------- |
| 2025 | Marco Cecchinato (2)     | Dino Prižmić           | 6:2, 6:3        |
| 2024 | Federico Agustín Gómez   | Filip Cristian Jianu   | 6:3, 6:4        |
| 2023 | Facundo Díaz Acosta      | Matteo Gigante         | 6:3, 6:3        |
| 2022 | Federico Coria           | Francesco Passaro      | 7:62, 6:4       |
| 2021 | Gian Marco Moroni        | Federico Coria         | 6:3, 6:2        |
| 2020 | abgesagt                 | abgesagt               | abgesagt        |
| 2019 | Hugo Dellien             | Danilo Petrović        | 7:5, 6:4        |
| 2018 | Laslo Đere               | Gianluca Mager         | 6:2, 6:1        |
| 2017 | Guido Pella              | Federico Delbonis      | 6:2, 6:1        |
| 2016 | Marco Cecchinato (1)     | Laslo Đere             | 6:2, 6:2        |
| 2015 | Federico Delbonis        | Rogério Dutra da Silva | 6:1, 7:66       |
| 2014 | Albert Ramos Viñolas (2) | Pere Riba              | 6:3, 7:5        |
| 2013 | Filippo Volandri         | Andrej Martin          | 6:3, 6:2        |
| 2012 | Tommy Robredo            | Martín Alund           | 6:3, 6:0        |
| 2011 | Albert Ramos Viñolas (1) | Jewgeni Koroljow       | 6:4, 3:0 aufgg. |
| 2010 | Frederico Gil            | Máximo González        | 6:1, 7:5        |
| 2009 | Alessio di Mauro         | Vincent Millot         | 6:4, 7:63       |
| 2008 | Teimuras Gabaschwili     | Diego Hartfield        | 6:4, 4:6, 6:4   |
| 2007 | Santiago Ventura         | Victor Hănescu         | 6:3, 7:5        |
| 2006 | Wayne Odesnik            | Arnaud Di Pasquale     | 5:7, 6:2, 7:65  |

### Doppel
| Jahr | Sieger                                      | Finalgegner                         | Ergebnis           |
| ---- | ------------------------------------------- | ----------------------------------- | ------------------ |
| 2025 | Matthew Romios Ryan Seggerman               | George Goldhoff Ray Ho              | 3:6, 7:5, [10:8]   |
| 2024 | Andre Begemann Jonathan Eysseric (2)        | Petr Nouza Patrik Rikl              | 2:6, 6:4, [10:6]   |
| 2023 | Jonathan Eysseric (1) Denys Moltschanow     | Théo Arribagé Luca Sanchez          | 6:2, 6:4           |
| 2022 | Luciano Darderi Fernando Romboli            | Diego Hidalgo Cristian Rodríguez    | 6:4, 2:6, [10:5]   |
| 2021 | Vít Kopřiva Jiří Lehečka                    | Dustin Brown Sam Weissborn          | 6:4, 6:0           |
| 2020 | abgesagt                                    | abgesagt                            | abgesagt           |
| 2019 | Tomislav Brkić Ante Pavić                   | Andrej Wassileuski Andrea Vavassori | 7:66, 6:2          |
| 2018 | Julian Ocleppo Andrea Vavassori             | Gonzalo Escobar Fernando Romboli    | 4:6, 6:1, [11:9]   |
| 2017 | Tomasz Bednarek David Pel                   | Filippo Baldi Omar Giacalone        | 6:1, 6:1           |
| 2016 | Miguel Ángel Reyes Varela Max Schnur        | Alessandro Motti Peng Hsien-yin     | 1:6, 7:64, [10:5]  |
| 2015 | Nikola Mektić Antonio Šančić                | Cristian Garín Juan Carlos Sáez     | 6:3, 6:4           |
| 2014 | Guillermo Durán Máximo González             | Jamie Cerretani Frank Moser         | 6:3, 6:3           |
| 2013 | Marco Crugnola Daniele Giorgini             | Alex Bolt Peng Hsien-yin            | 4:6, 7:5, [10:8]   |
| 2012 | Nicholas Monroe Simon Stadler               | Andrei Golubew Juri Schtschukin     | 6:4, 3:6, [11:9]   |
| 2011 | Adrián Menéndez Simone Vagnozzi             | Andrea Arnaboldi Leonardo Tavares   | 0:6, 6:3, [10:5]   |
| 2010 | Daniele Bracciali (2) Rubén Ramírez Hidalgo | Jamie Cerretani Jeff Coetzee        | 6:4, 7:5           |
| 2009 | Yves Allegro (2) Daniele Bracciali (1)      | Manuel Jorquera Francesco Piccari   | 6:4, 6:2           |
| 2008 | Yves Allegro (1) Horia Tecău                | Juan-Martín Aranguren Spanien       | 6:4, 6:4           |
| 2007 | Fabio Colangelo Martín Vilarrubí            | Alessandro Da Col Manuel Jorquera   | 6:72, 7:68, [10:8] |
| 2006 | Giorgio Galimberti Harel Levy               | Frederico Gil Juan Albert Viloca    | 6:3, 6:3           |